# Hiroyuki Hayashi (Leichtathlet)
Hiroyuki Hayashi (japanisch 林 弘幸 Hayashi Hiroyuki; * 5. September 1973) ist ein ehemaliger japanischer Leichtathlet, der sich auf den 400-Meter-Lauf spezialisiert hat. Mit der japanischen 4-mal-400-Meter-Staffel gewann er 1991 und 1995 jeweils die Bronzemedaille bei Hallenweltmeisterschaften.

## Sportliche Laufbahn
Erste internationale Erfahrungen sammelte Hiroyuki Hayashi im Jahr 1992, als er bei den Juniorenasienmeisterschaften in Neu-Delhi in 47,06 s die Goldmedaille über 400 Meter gewann und mit der japanischen 4-mal-400-Meter-Staffel in 3:11,29 min ebenfalls die Goldmedaille gewann. Anschließend schied er bei den Juniorenweltmeisterschaften in Seoul mit 47,50 s im Halbfinale über 400 Meter aus und gewann mit der Staffel in 3:06,66 min die Bronzemedaille. Im Jahr darauf gewann er mit der Staffel bei den Hallenweltmeisterschaften in Toronto in 3:07,30 min gemeinsam mit Masayoshi Kan, Seiji Inagaki und Yoshihiko Saitō die Bronzemedaille hinter den Teams aus den Vereinigten Staaten und Trinidad und Tobago. 1995 gewann er bei den Hallenweltmeisterschaften in Barcelona in 3:09,73 min erneut die Bronzemedaille, diesmal hinter den USA und Italien und über 400 Meter kam er dort mit 48,07 s nicht über den Vorlauf hinaus. 1997 schied er mit der Staffel bei den Weltmeisterschaften in Athen mit 3:03,85 min in der Vorrunde aus und 1999 beendete er seine aktive sportliche Karriere im Alter von 26 Jahren.

## Persönliche Bestleistungen
- 400 Meter: 45,81 s, 13. Mai 1999 in Osaka
  - 400 Meter (Halle): 46,83 s, 1. März 1997 in Yokohama